# اریک سندین
اریک سندین (انگلیسی: Erik Sandin؛ زادهٔ ۲۹ ژوئیهٔ ۱۹۶۶) طبل‌زن، و موسیقی‌دان و طبل‌نواز اهل ایالات متحده آمریکا است. وی از سال ۱۹۸۳ میلادی تاکنون مشغول فعالیت بوده‌است. یکی از اعضای گروه پانک راک نوئف‌اکس است.